# 22890 Ruthaellis
22890 Ruthaellis este un asteroid din centura principală de asteroizi.

## Descriere
22890 Ruthaellis este un asteroid din centura principală de asteroizi. A fost descoperit pe 29 septembrie 1999 la Socorro, New Mexico, în cadrul proiectului LINEAR. Asteroidul prezintă o orbită caracterizată de o semiaxă mare de 2,27 ua, o excentricitate de 0,17 și o înclinație de 7,1° în raport cu ecliptica.